# Câmpulung Moldovenesc
Câmpulung Moldovenesc è un municipio del nord-est della Romania di 19 992 abitanti, ubicato nel distretto di Suceava, nella regione storica della Bucovina. (fino al 1950 Câmpulung, in ungherese Moldvahosszúmező, in tedesco Kimpolung, in polacco Kimpolung Mołdawski, in ucraino Довгопілля?, Dovhopillja).
Situato nei pressi degli impianti sciistici e dei sentieri montani caratterizzati da molteplici specie botaniche e animali. Questa città si trova a pochi km dagli antichi monasteri cristiani realizzati a partire dal 1400 per affermare la resistenza all'espansionismo musulmano. La città è situata in un fondo valle circondato da colline e montagne della catena montuosa dei Carpazi.
Câmpulung Moldovenesc ha ottenuto lo status di municipio nel 1995.

## Luoghi di interesse
- Museo "Arte del Legno"
- Museo del Cucchiaio

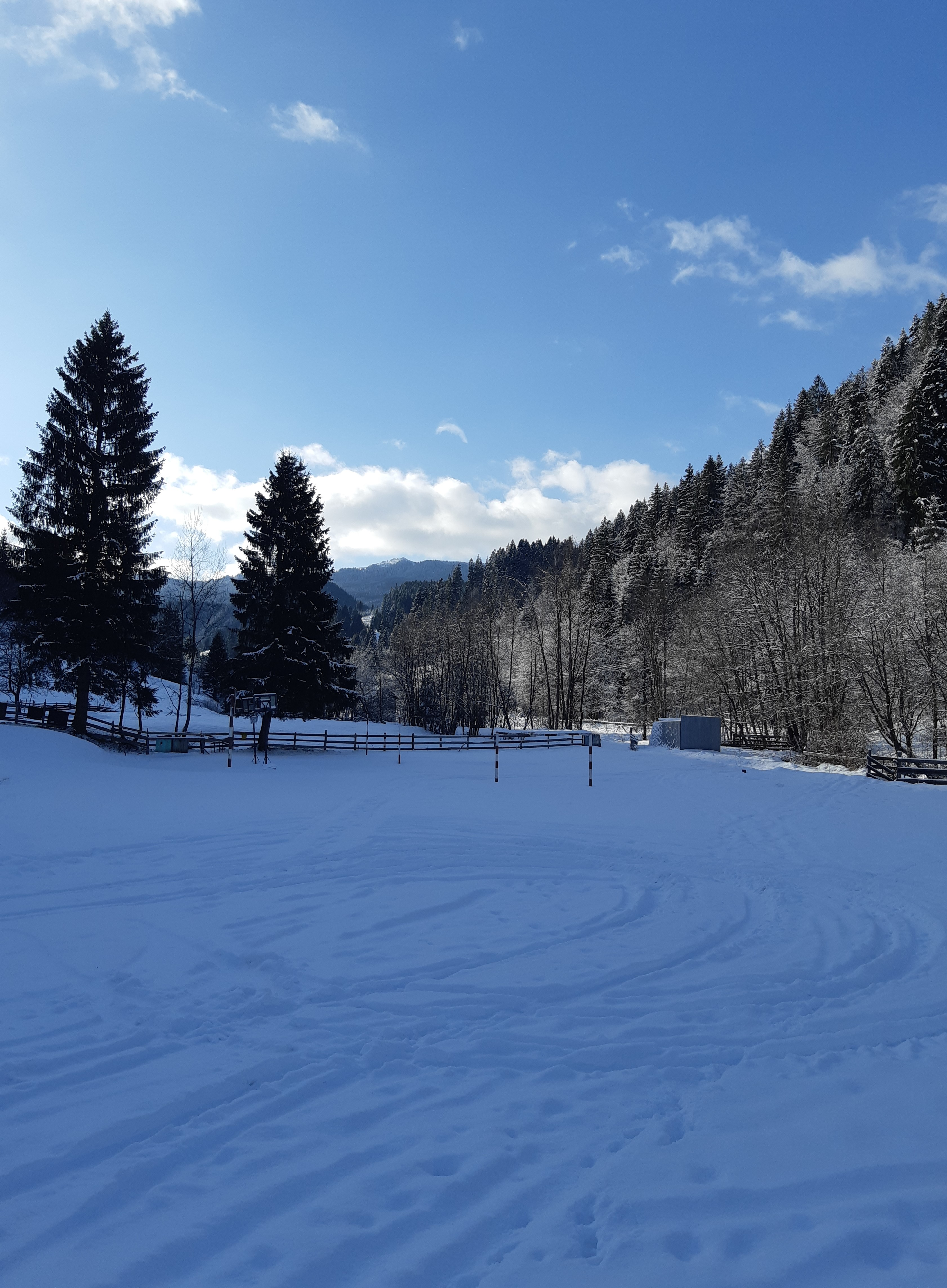
Paesaggio invernale Valea Caselor-Campulung Moldovenesc

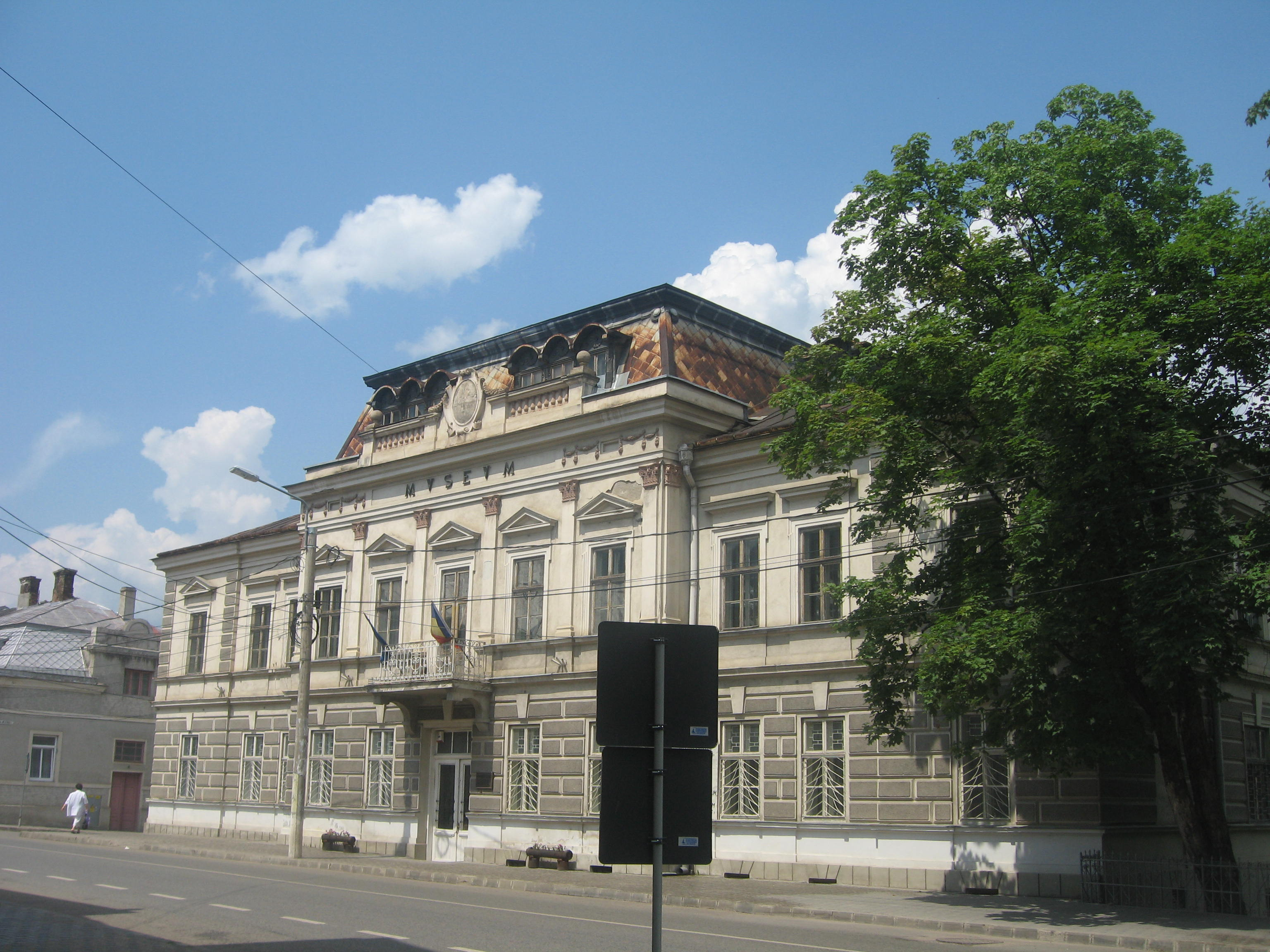
Ex sede Prefettura di Câmpulung ora sede del museo "Arta Lemnului" - museo di "Arte lignea"

- Pista da sci di media difficoltà "Runc"

Nei dintorni si trova il Monte Rarau, il Monastero "Voronet" e i percorsi montani "Il molino di Dracula".

## Economia
Dal punto di vista economico sono presenti fabbriche e laboratori agro-alimentari per la trasformazione dei prodotti lattiferi, laboratori artigianali di trasformazione e lavorazione del legno, allevamenti bovini biologici, turismo montano e religioso.

### Gemellaggi
- Avezzano, dal 2011

## Galleria d'immagini

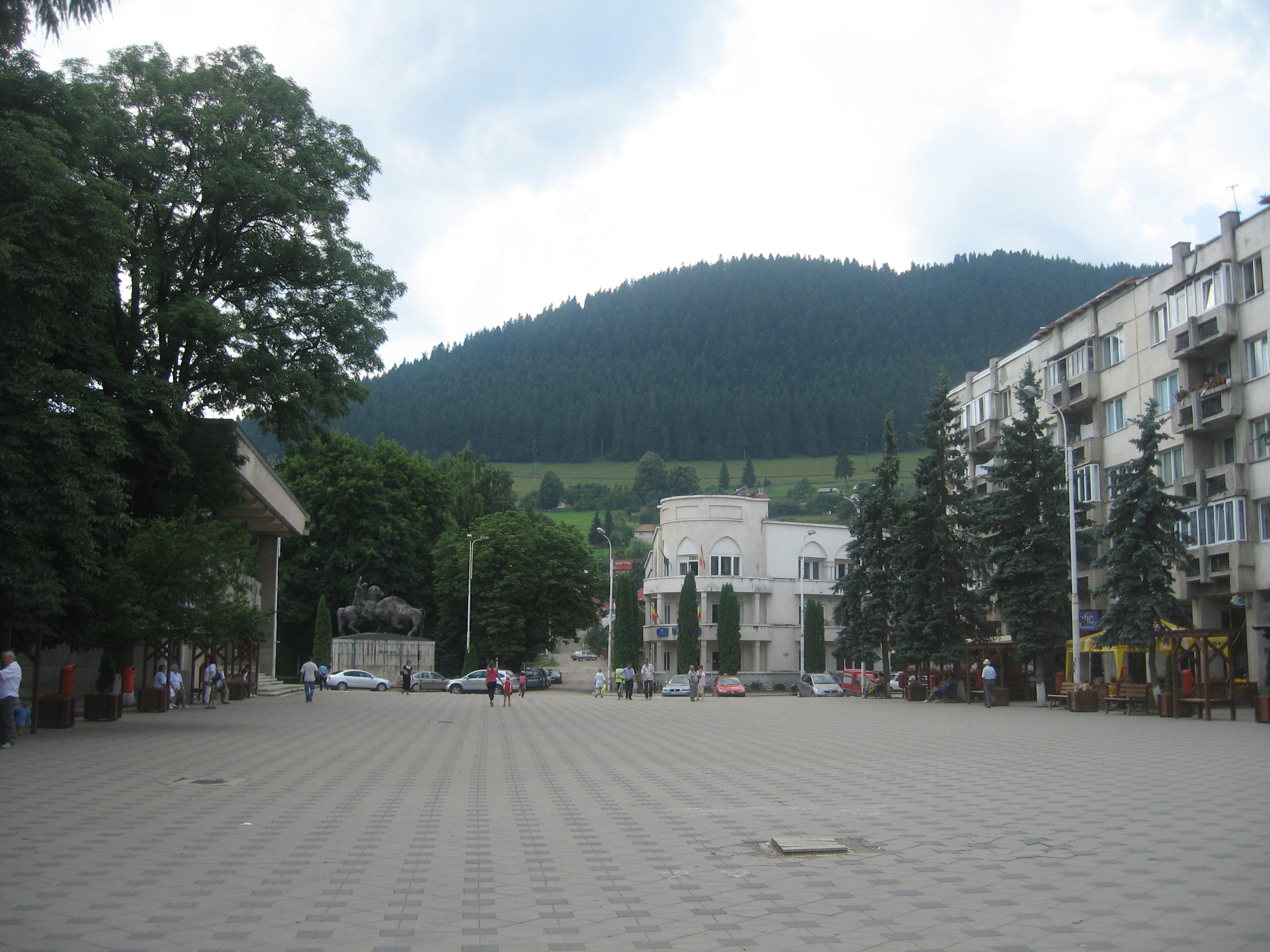
Piața Arboroasa
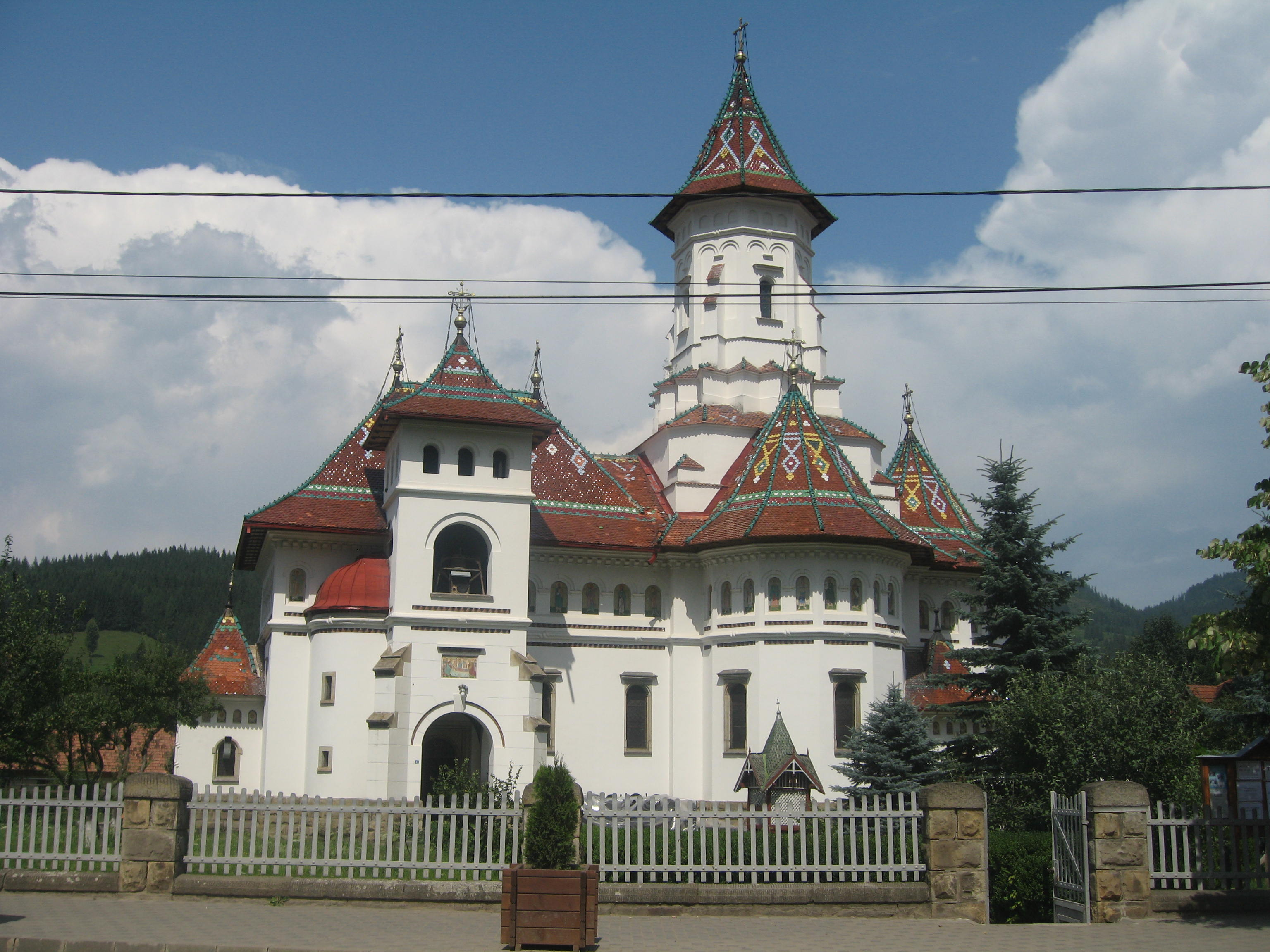
Biserica Adormirea Maicii Domnului
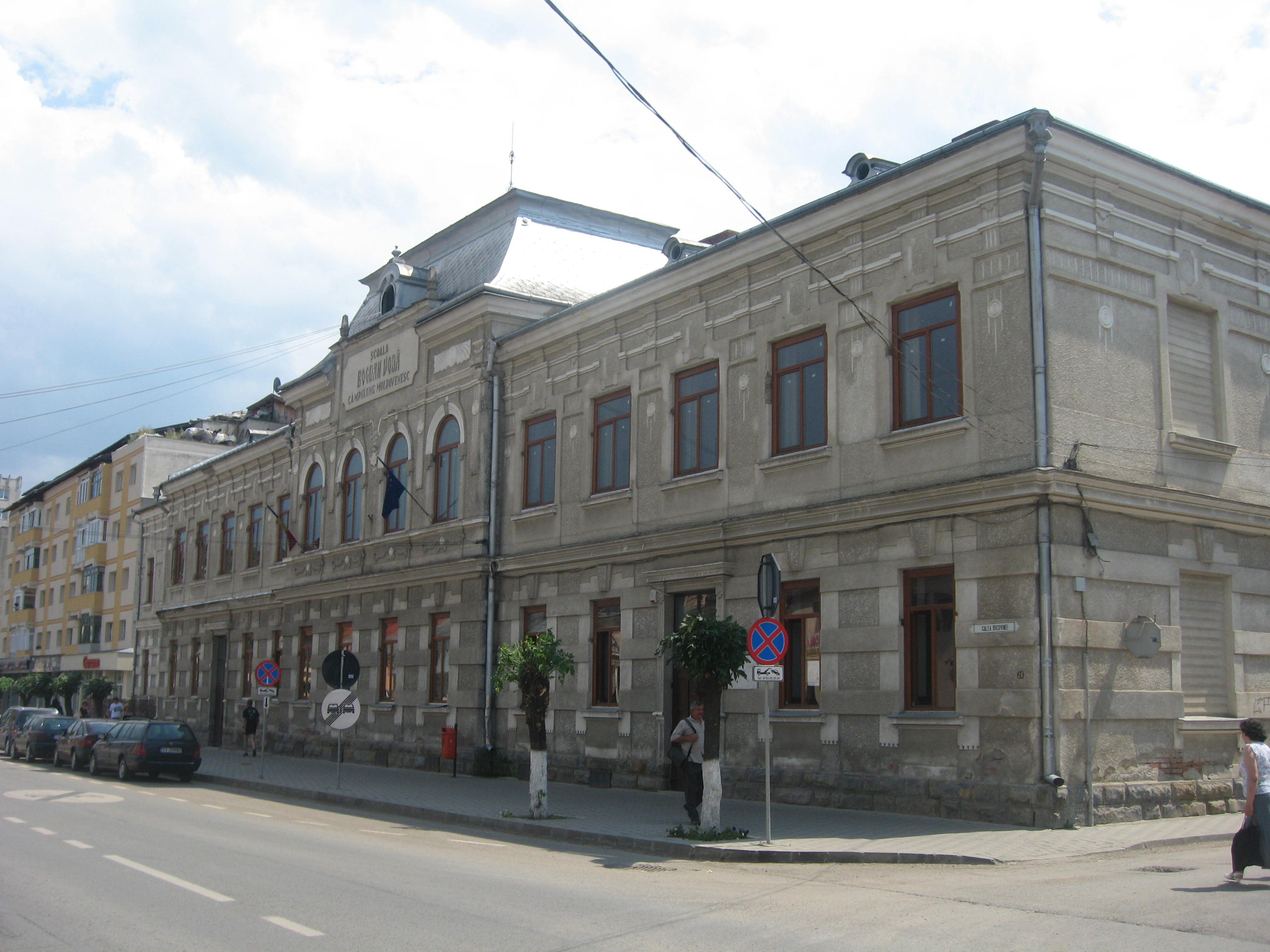
Școala Generală nr. 3 „Bogdan Vodă”
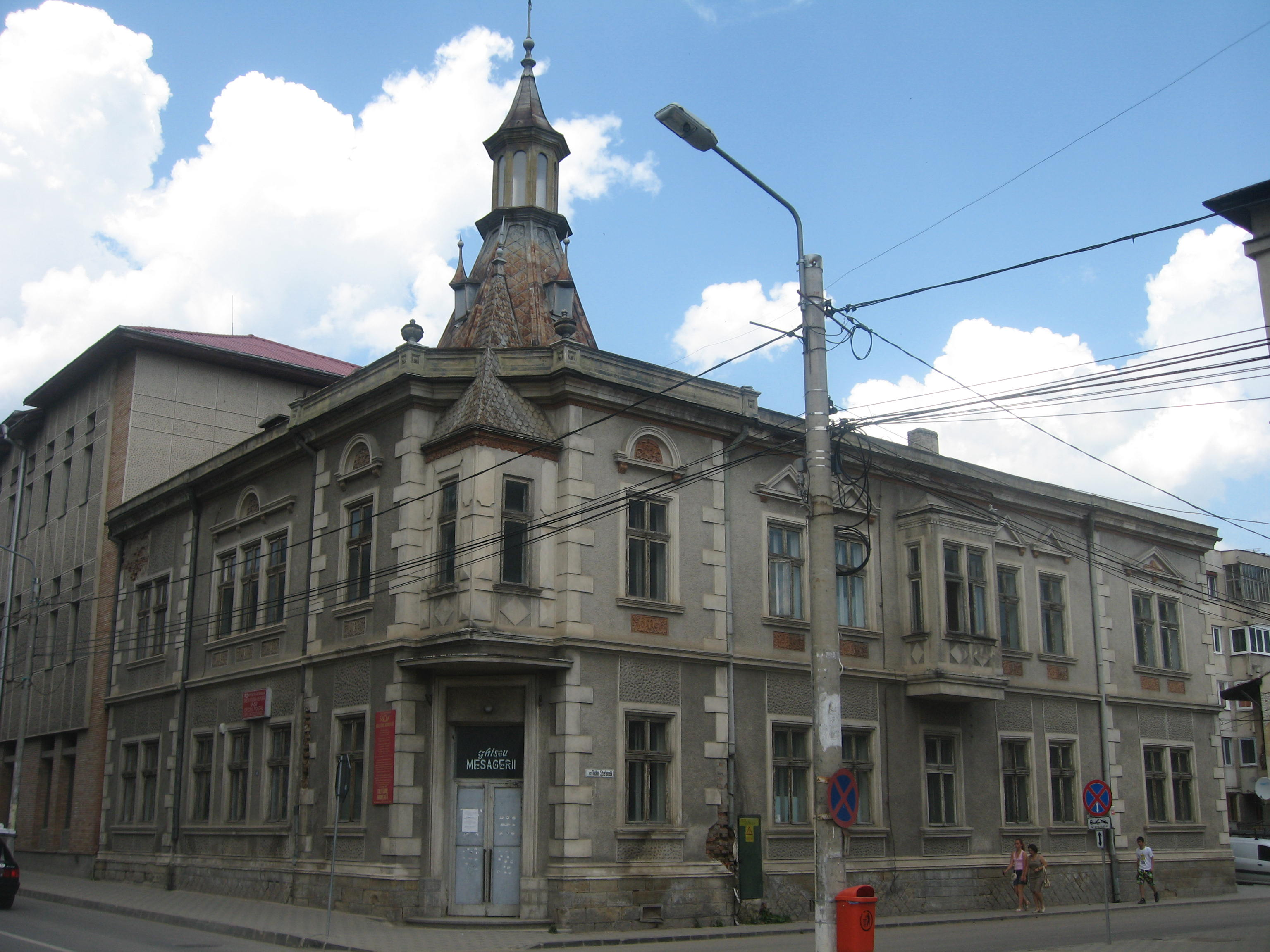
Poșta
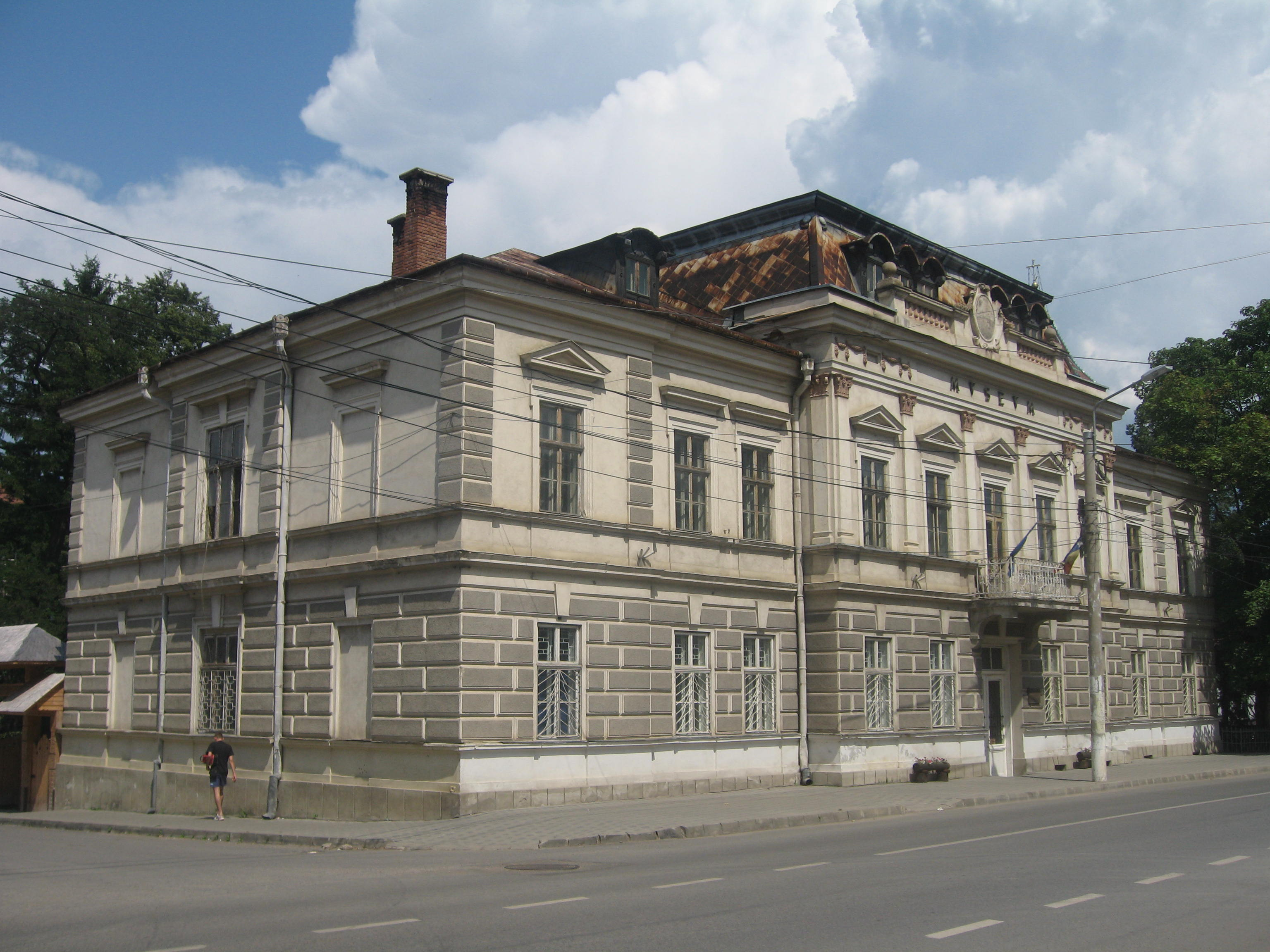
Muzeul „Arta Lemnului”
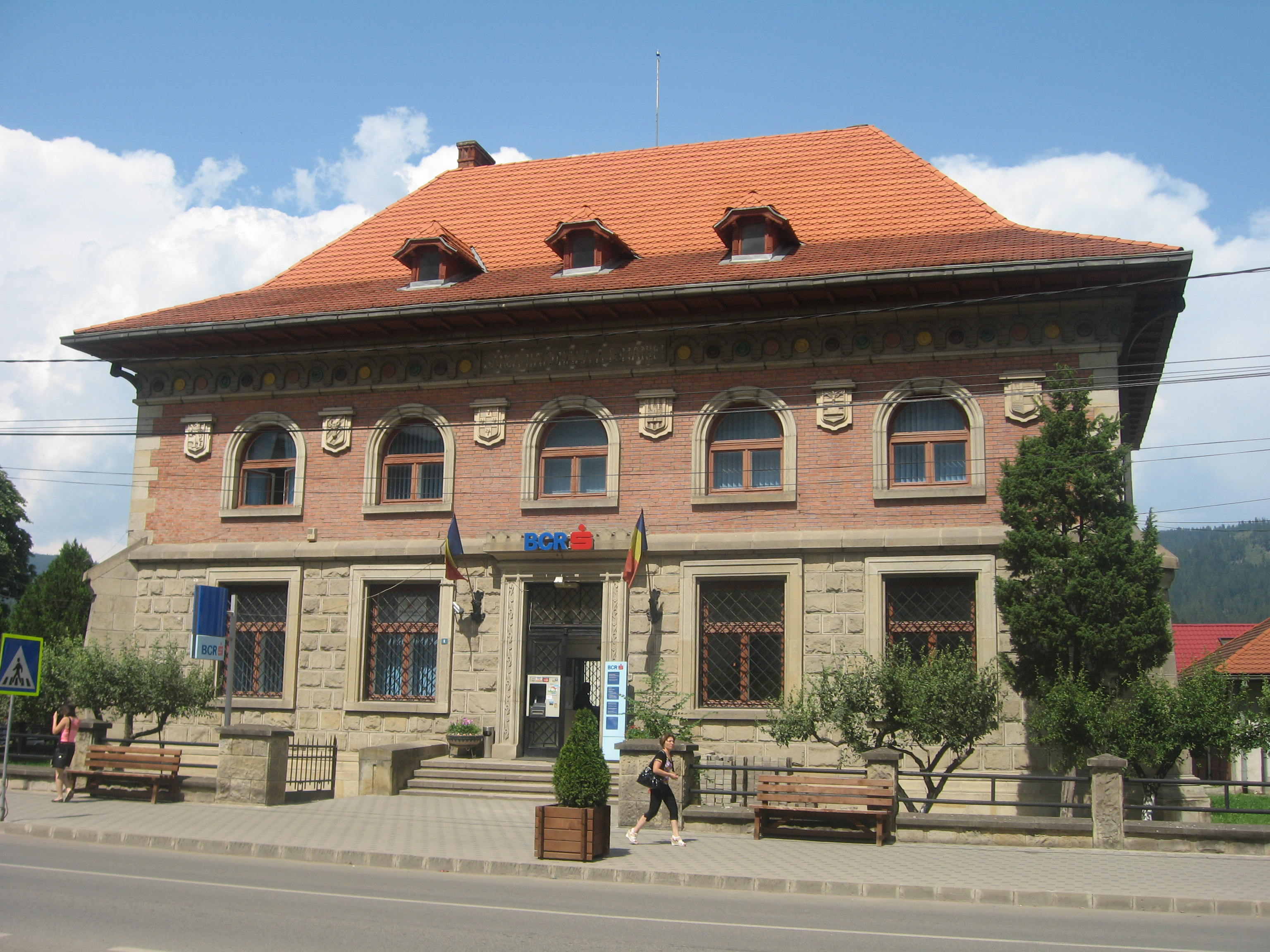
Banca Comercială Română
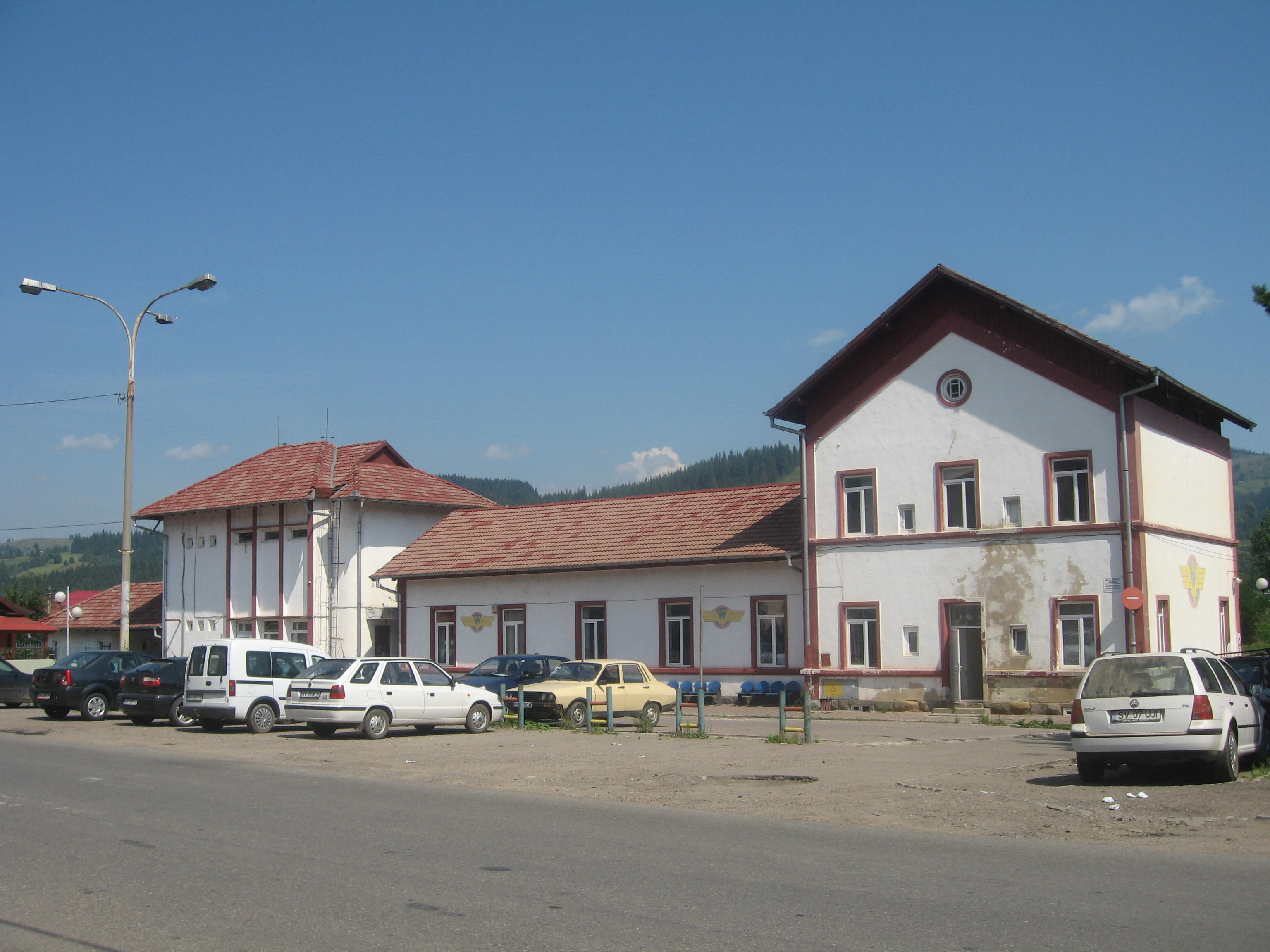
Gara Câmpulung Moldovenesc
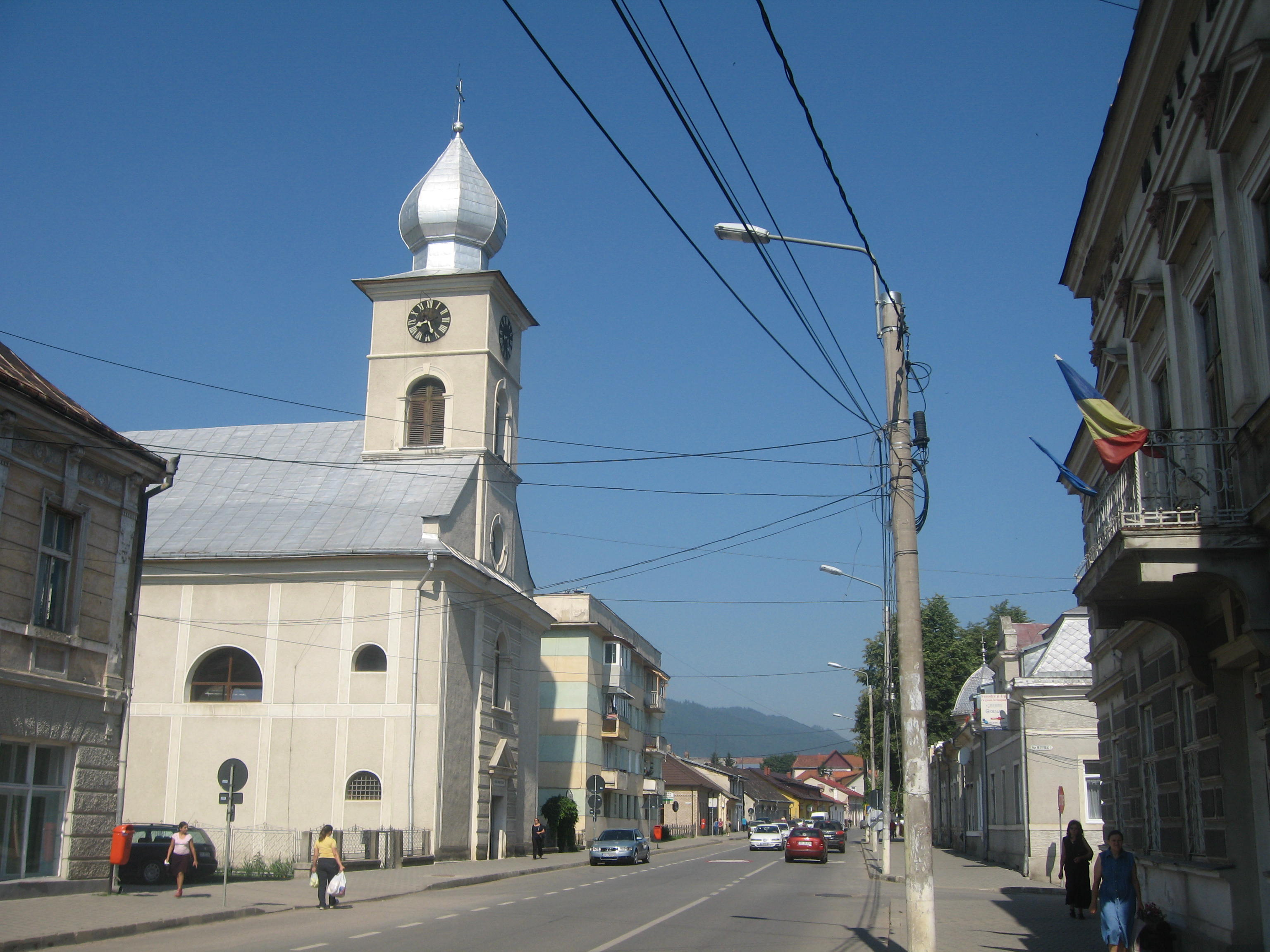
Biserica romano-catolică Înălțarea Domnului
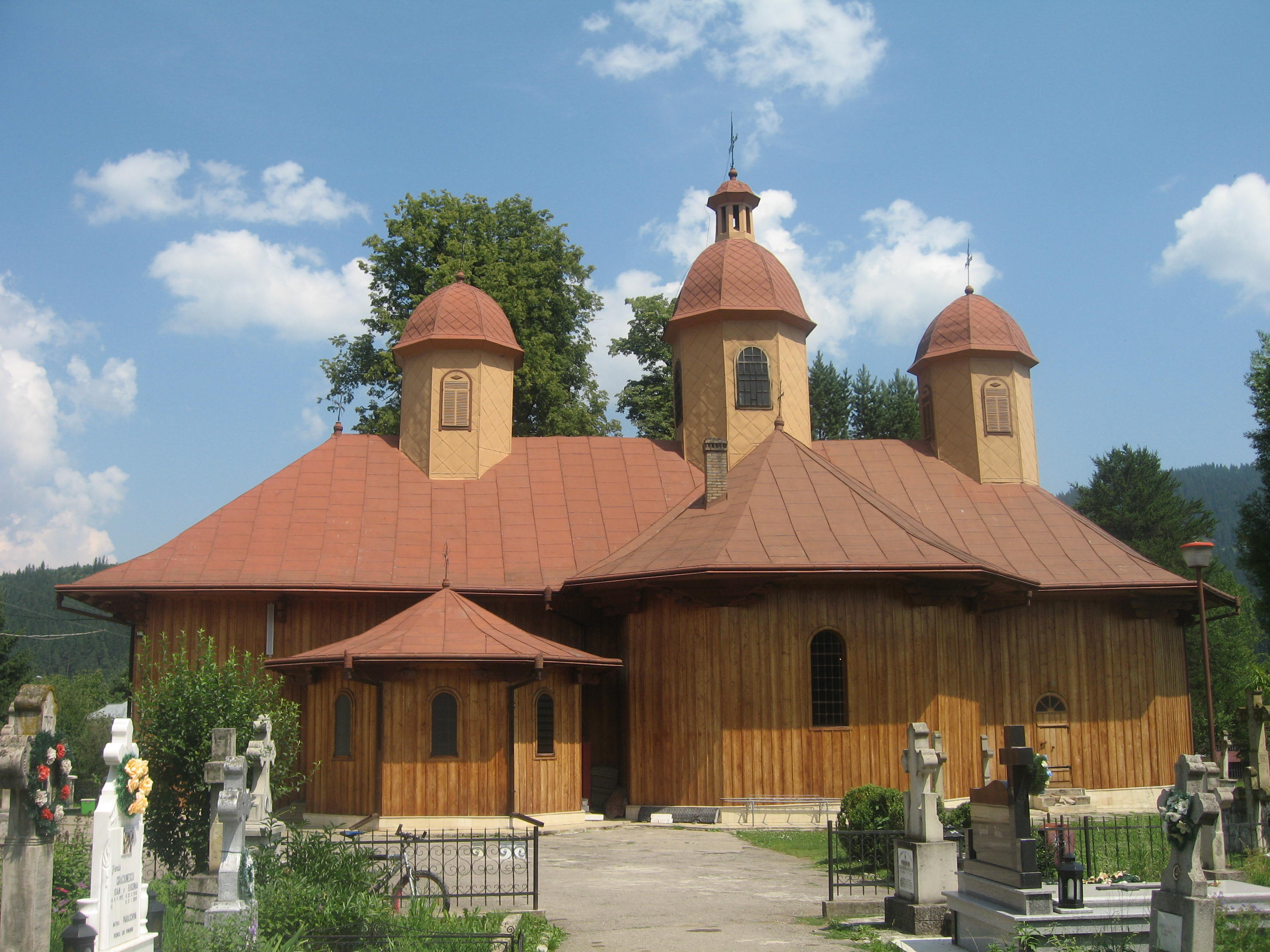
Biserica de lemn Nașterea Maicii Domnului
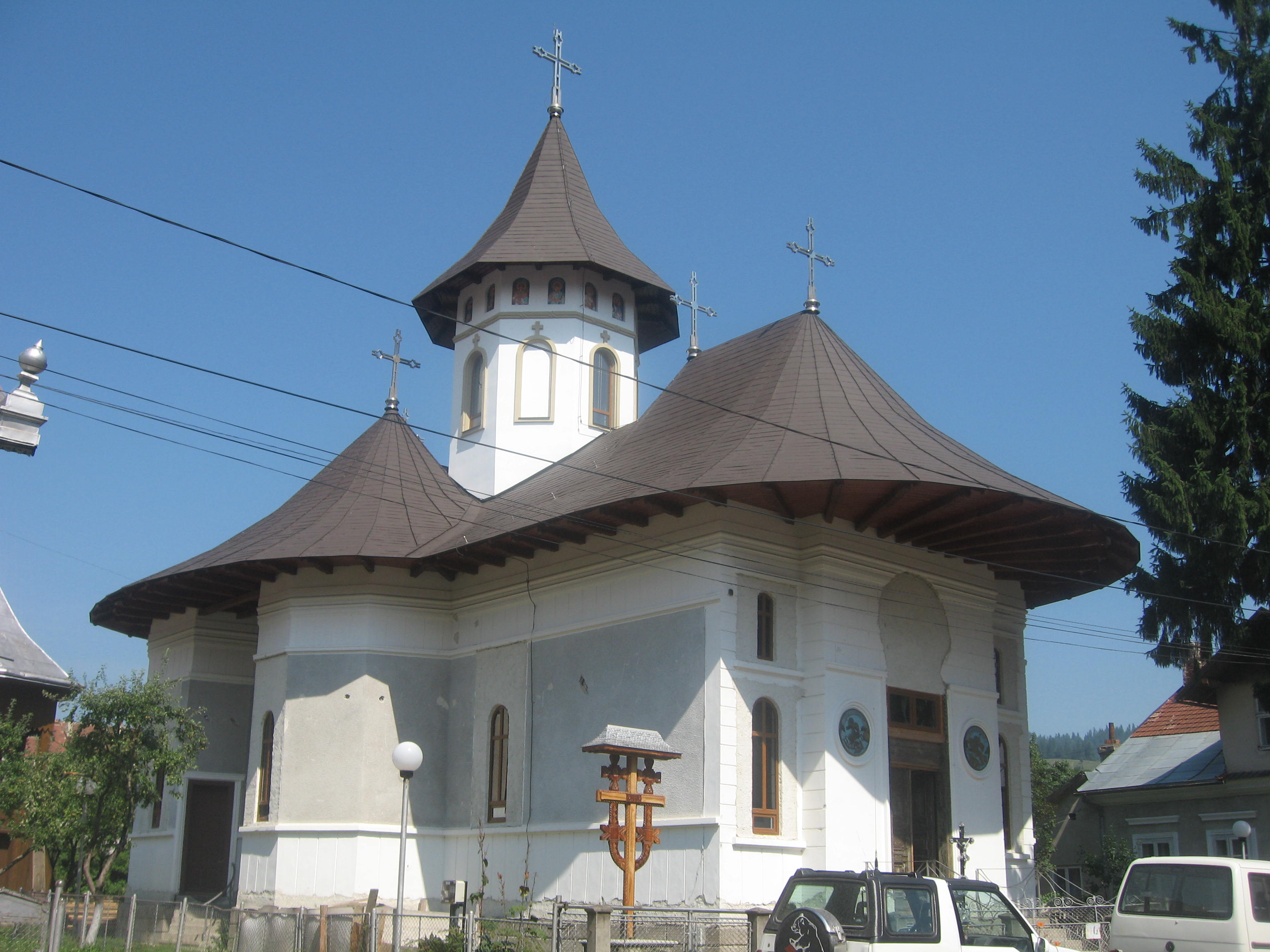
Biserica Sfântul Dumitru
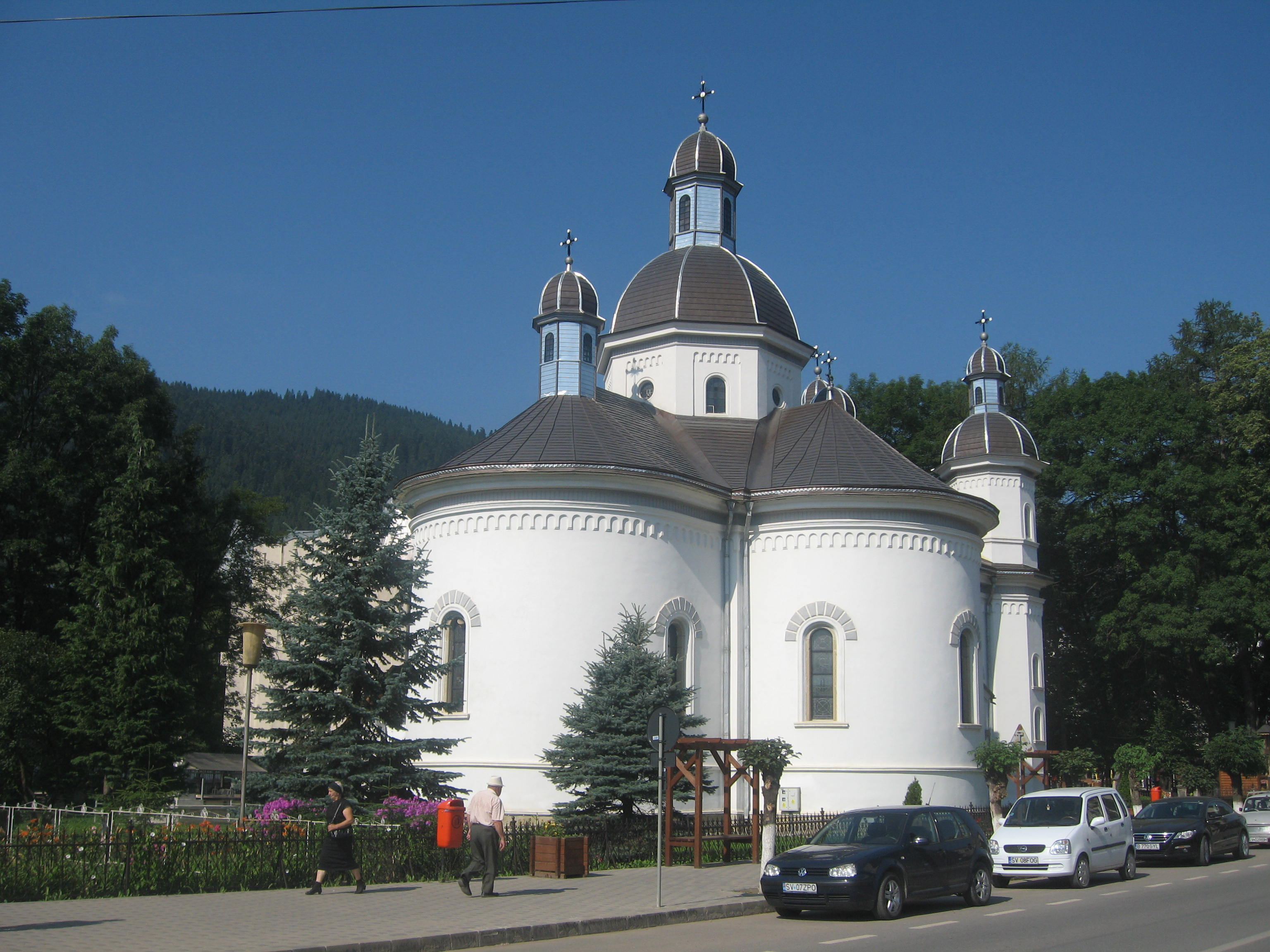
Biserica Sfântul Nicolae
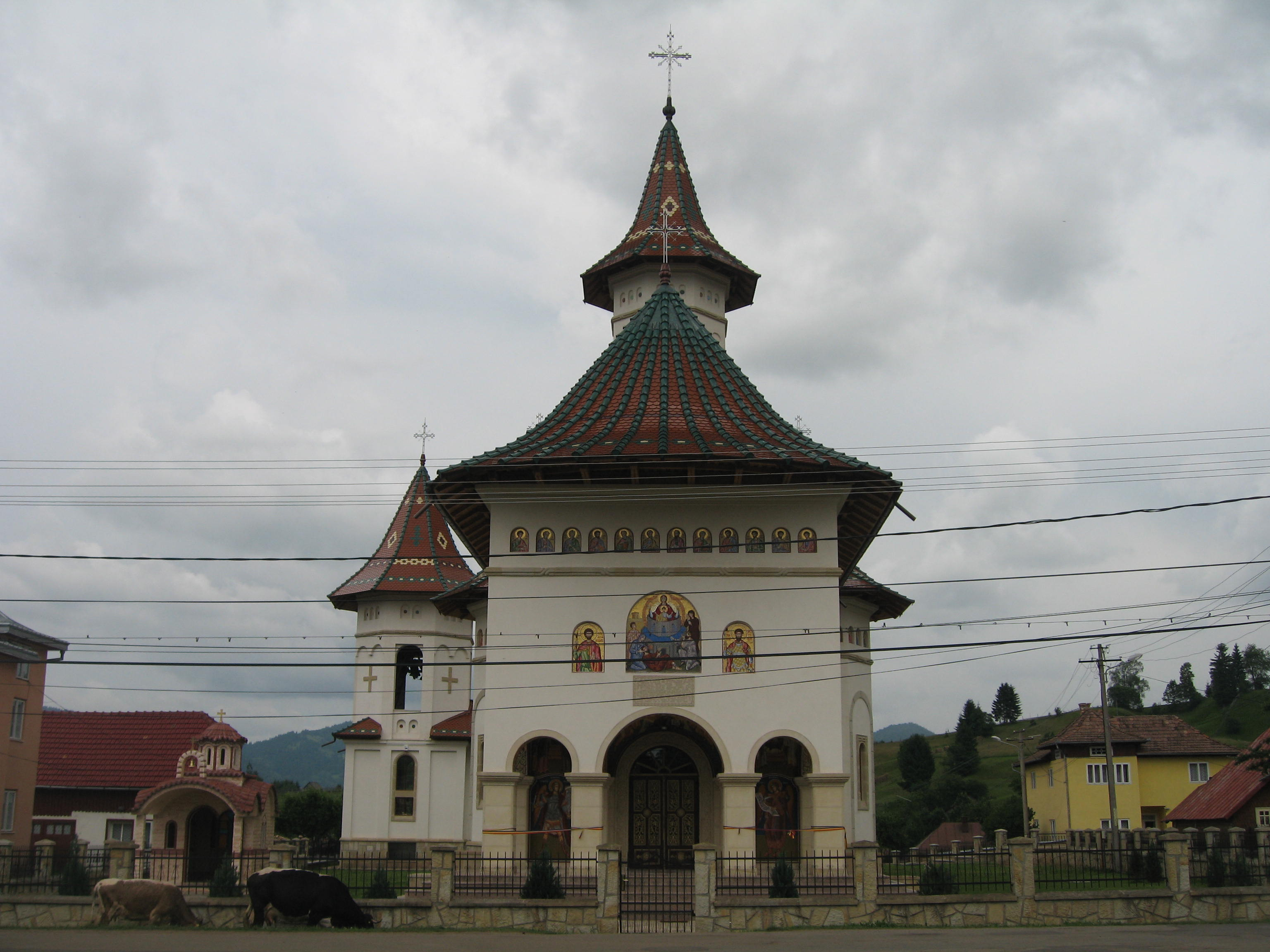
Biserica Izvorul Tămăduirii
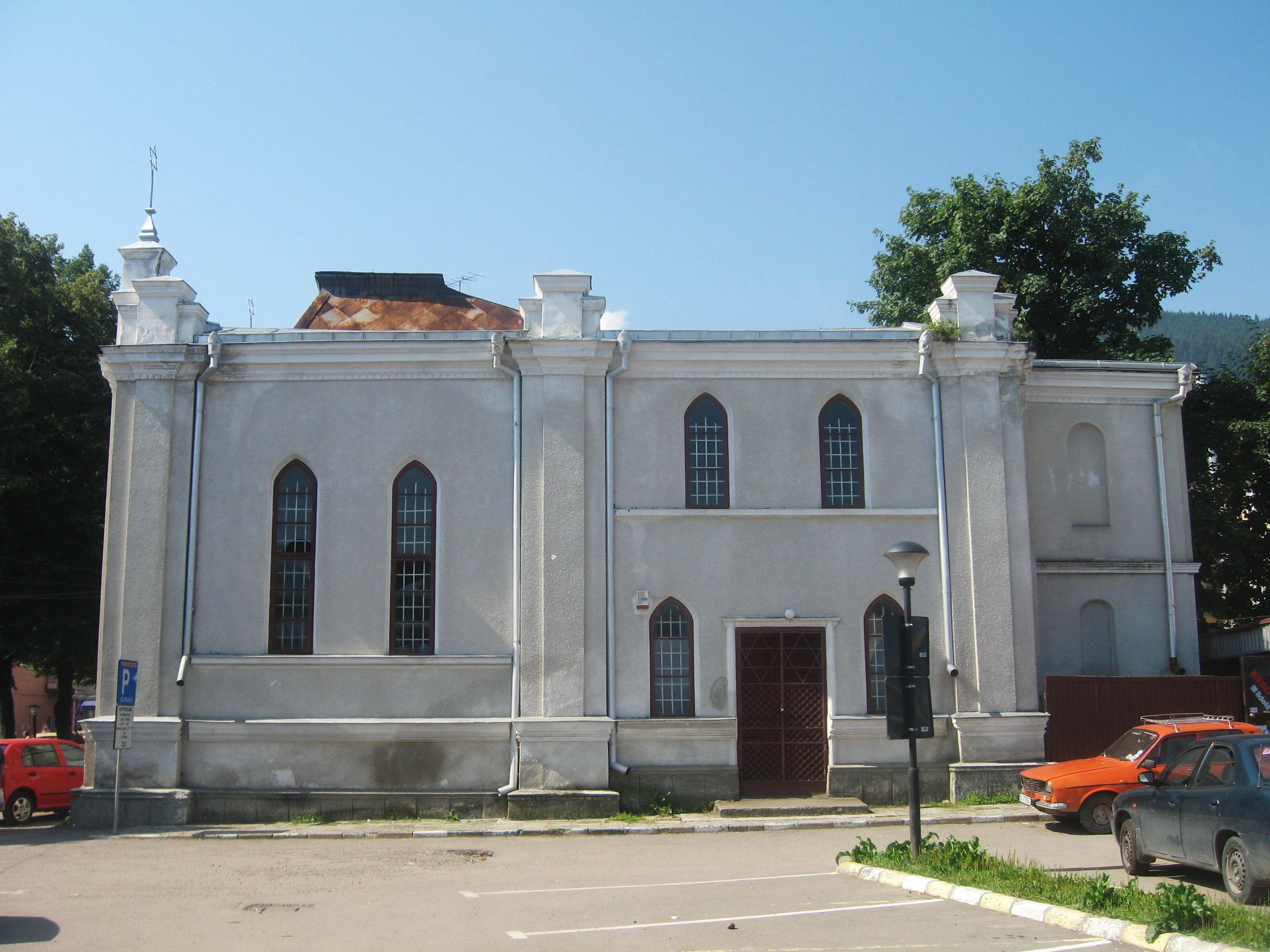
Templul Havre Gah
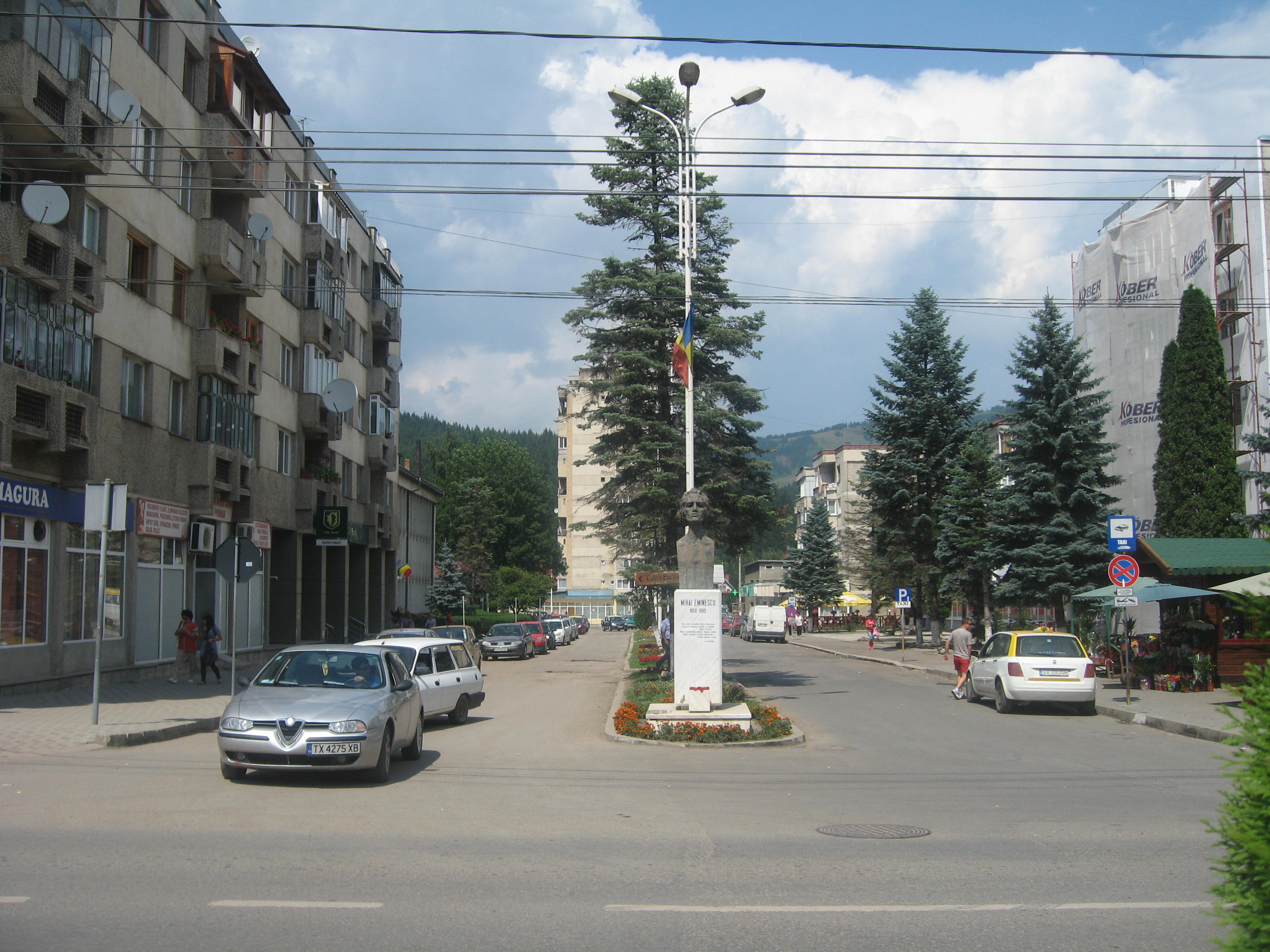
Strada Dimitrie Cantemir
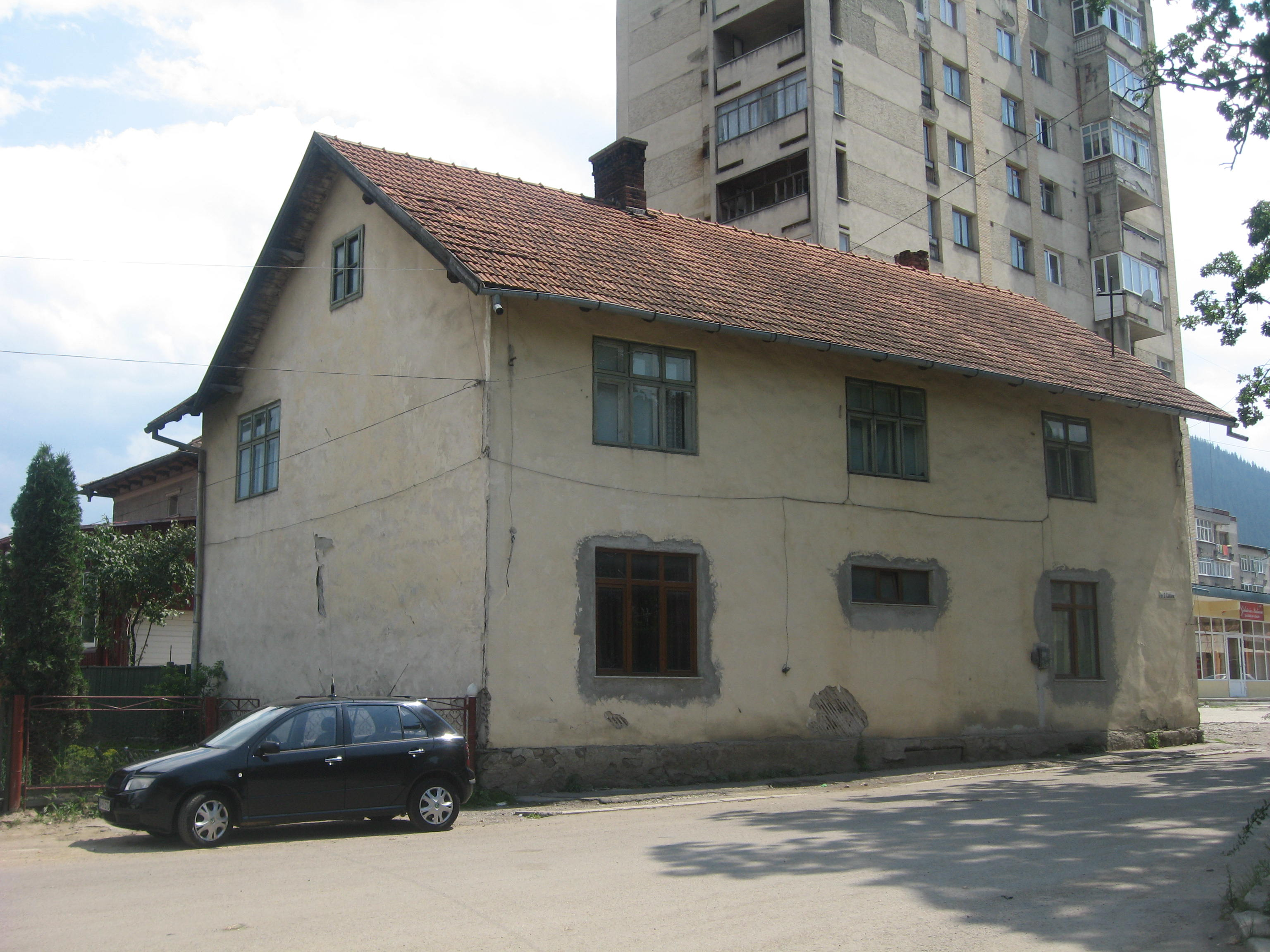
Sinagoga veche
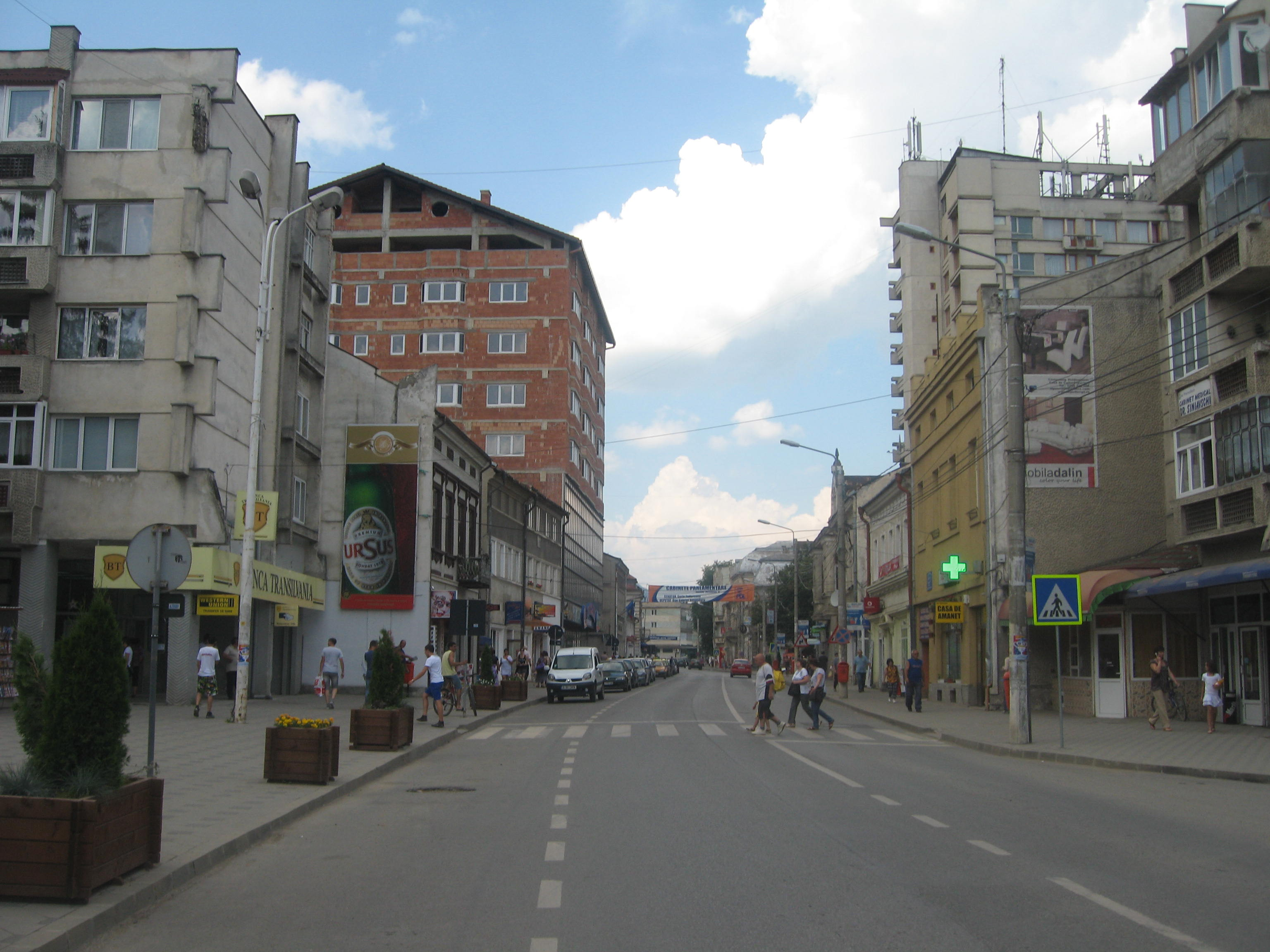
Calea Bucovinei